# Mert Ramazan Demir
Mert Ramazan Demir (Şile, 28 gennaio 1998) è un attore turco.

## Biografia
Nato nel 1998 nel distretto di Şile, in provincia di Istanbul (Turchia) da padre imprenditore e da madre casalinga, Mert Ramazan Demir proviene da una famiglia originaria di Van ed è il più giovane di sei figli. Ha dichiarato di essersi interessato alla recitazione fin dall'infanzia, ma ha sviluppato un serio interesse per essa in seguito. Si è formato presso la Dialog Expression Communication e al Michelle Danner Acting Studio. Dopo essersi interessato alla recitazione, ha deciso di esibirsi in un teatro scolastico.
Nel 2016 ha fatto la sua prima apparizione sul piccolo schermo nella serie storica Il secolo magnifico: Kösem (Muhteşem Yüzyıl Kösem). Nel 2019, dopo aver recitato nei film Sesinde Aşk Var e Üç Harfliler: Adak, ha avuto il suo primo ruolo da protagonista nel film I Am You. Nel 2020 ha ricoperto il ruolo di Ates nella serie Öğretmen e quello di Cem nella serie Çıplak, seguito nel 2021 da quello di Ayhan nella serie Ölüm Zamanı. Dopo aver preso parte a diverse produzioni televisive, nel 2022 è stato scelto per interpretare il ruolo principale di Ferit Korhan nella serie Yali Çapkini, accanto all'attrice Afra Saraçoğlu. Nel 2022 ha vestito i panni di Ese nel film UFO. Nel 2023 e nel 2024 ha ottenuto il ruolo di Cihan nella serie Shahmaran (Şahmaran).

## Filmografia

### Cinema
- Sesinde Aşk Var, regia di Osman Taşcı (2019)
- Üç Harfliler: Adak, regia di Alper Mestçi (2019)
- I Am You, regia di Sonia Nassery Cole (2019)
- UFO, regia di Onur Bilgetay (2022)

### Televisione
- Il secolo magnifico: Kösem (Muhteşem Yüzyıl Kösem) – serie TV (Star TV, 2016)
- Hayat Bazen Tatlıdır – serie TV, 1 episodio (Star TV, 2016)
- Fazilet Hanım ve Kızları – serie TV, 1 episodio (Star TV, 2017)
- Öğretmen – serie TV, 9 episodi (Fox, 2020)
- L'Impero Ottomano (Rise of Empires: Ottoman) – serie TV, 5 episodi (Netflix, 2020)
- Çıplak – serie TV, 8 episodi (BluTV, 2020)
- Ölüm Zamanı – serie TV, 8 episodi (Exxen, 2021)
- Yali Çapkini – serie TV (Star TV, dal 2022)
- Shahmaran (Şahmaran) – serie TV, 14 episodi (Netflix, 2023-2024)
- Metruk Adam – serie TV (Netflix, 2025)

## Spot pubblicitari
- Dimes (2023)[21]
- Head & Shoulders (2024)[22]

## Doppiatori italiani
Nelle versioni in italiano dei suoi film e delle sue serie TV, Mert Ramazan Demir è stato doppiato da:
- Raffaele Carpentieri[23] in Shahmaran[24]

## Riconoscimenti
- BreakTudo Awards
  - 2023: Vincitore come Attore internazionale[25]
- Latin Amerika Produ Awards
  - 2023: Vincitore come Miglior attore per la serie Yali Çapkini[26]
- Pantene Golden Butterfly Awards
  - 2023: Candidato come Miglior attore per la serie Yali Çapkini[27]
  - 2023: Candidato come Miglior coppia televisiva con Afra Saraçoğlu per la serie Yali Çapkini[27]
  - 2024: Candidato come Miglior attore per la serie Yali Çapkini[28]
- PRODU Awards
  - 2023: Vincitore come Miglior attore in una serie straniera per Yali Çapkini
- Turkey Youth Awards
  - 2023: Candidato come Miglior attore televisivo per la serie Yali Çapkini
  - 2023: Candidato come Miglior coppia televisiva con Afra Saraçoğlu per la serie Yali Çapkini